# Zuid-Nederlandsche Stoomtramweg-Maatschappij
De Zuid-Nederlandsche Stoomtramweg-Maatschappij (ZNSM), gevestigd te Breda, was van 1889 tot 1934 een Nederlands openbaarvervoerbedrijf in het midden en westen van Noord-Brabant.

## Geschiedenis
De Naamloze Vennootschap "De Zuid-Nederlandsche Stoomtramweg-Maatschappij" werd in november 1889 te Breda opgericht door onder ander Edmond Terlinden, bankier te Brussel, Adolphe Dupont-Rucloux, provinciaal raadsheer en afgevaardigde, voor notaris Alphonse J.A. Verschraage met een goedgekeurd bedrag van een tiental kapitaalkrachtige Belgische heren. De nauwkeurig omschreven voorwaarden en bepalingen werden beschreven in zeven hoofdstukken, met in totaal 23 artikelen.
De vennootschap stelde zich tot doel: "het aanleggen, exploiteren, huren en verhuren van tramwegen in de Nederlanden en in het buitenland in het bijzonder van de Stoom tramwegen van Breda naar Oudenbosch en van Breda naar de Belgische grens langs de gemeenten Zundert en Wernhout, met exploitatie op Belgisch grondgebied tot Antwerpen, alsmede van een paardentramweg van de Grote Markt te Breda tot Princenhage, om het even of de concessies rechtstreeks zijn verleend of van derden bekomen of overgenomen zijn". Tot aanleg van tramlijnen in het buitenland is het niet gekomen, wel was er tot 3 september 1907 een overeenkomst met de Belgische Maatschappij TNA, later de ABM, voor het traject Wuustwezel- Antwerpen.
De lijnen zijn aangelegd met kaapspoor (1067 millimeter) evenals de buurtspoorwegen van de provincie Antwerpen en de andere tramlijnen in Noord-Brabant. Na de Eerste Wereldoorlog zijn de Antwerpse tramlijnen omgespoord naar meterspoor en waren doorgaande verbindingen met België niet meer mogelijk. Bij Rijsbergen was er een aansluiting op een Belgische tramlijn naar Hoogstraten en verder. Deze lijn is in Nederland ook omgespoord naar meterspoor.
De vennootschap werd gevestigd te Breda en aangegaan voor 50 jaar, te rekenen vanaf de dag der Koninklijke goedkeuring. Deze werd verleend op 3 december 1889.

## Tramlijnen
De ZNSM legde de volgende lijnen met een spoorwijdte van 1067 mm (kaapspoor) aan:
- Tramlijn Breda - Oudenbosch (1890)
- Tramlijn Princenhage - Wernhout (1890) (Aansluiting naar Wuustwezel en verder naar Antwerpen)
- Tramlijn Vaartkant - Leur (1892)
- Tramlijn Oudenbosch - Steenbergen (1892)
- Tramlijn Gastelsveer - Roosendaal (1892)
- Tramlijn Breda Haagpoort - Breda SS (1893)
- Tramlijn Steenbergen - Vogelenzang (1899)
- Tramlijn Oud Gastel - Willemstad (1906)

Het bedrijf verzorgde stoomtramvervoer van 1890 tot 1934, daarnaast verzorgde de ZNSM ook paardentramvervoer op het gedeelte Breda - Liesbosch van de Ginnekensche Tramweg Maatschappij en van de tramlijn Breda - Oudenbosch en de tramlijn Vaartkant - Leur. In 1934 fuseerde de ZNSM met de 5 andere trambedrijven van Brabant tot de BBA, die tramvervoer tot 1937 voortzette en daarna alle Brabantse tramlijnen, op de RTM tramlijn Anna Jacobapolder - Steenbergen na, sloot en opbrak.

## Materieel
De maatschappij ZNSM bezat 15 Belgische locomotieven, waarvan 14 van Métallurgique Tubeke en een van Thiriau, de nummer 11. De enige locomotief van Nederlands fabricaat was de nummer 16 die in 1928 werd aangeschaft van de suikerfabriek St.Antoine te Oudenbosch. Deze was gebouwd door de Bredase machinefabriek Backer & Rueb. Backer & Rueb tramlocomotieven vormden ooit 31 % van het totale Nederlandse tram locomotievenbestand. De Belgische drieassige locomotieven waren met een gewicht van 17½ tot 21 ton wel geschikt voor lange goederentrams (bietentrams van 20 of meer wagons waren geen uitzondering), maar eigenlijk veel te zwaar voor uit soms maar drie of vier rijtuigen bestaande personentrams.
Naast tien tweeassige le klas-rijtuigen waren er zestien grotere vierassige 2e klas-rijtuigen, allen gebouwd door Métallurgique in Nijvel. Daarnaast waren er vier open rijtuigen en zeven paardetramrijtuigen die in Breda en Leur dienstdeden. De enige rijtuigen van Nederlands fabricaat waren zeven later aangeschafte AB-rijtuigen met een 1e én een 2e klasse-afdeling. Deze waren gebouwd door de fabriek van Allan te Rotterdam. De 2e klas-rijtuigen hadden houten banken en in de 1e klas waren deze bekleed met rood trijp. Locomotieven en personenrijtuigen waren donkergroen geschilderd.
Het bestand aan goederen- en bagagewagens was groter; tien gesloten bagagewagens en vier post bagagewagens. Omdat de ZNSM vijf suikerfabrieken bediende waren er voor het bietenvervoer 203 open 10-tons goederen wagens, waarvan er 61 eigendom waren van suikerfabrieken, hoewel ze voorzien waren van een ZNSM nummer en die ook bij de Maatschappij in onderhoud waren. Daarnaast waren er nog gesloten goederenwagens en beerwagens. De goederenwagens hadden een grijze grondverfkleur.
Van al dit materieel is één tweeassig eersteklasserijtuig bewaard gebleven. Het betreft rijtuignummer 1, 4 of 7, gebouwd in 1890 en buiten dienst gesteld in 1935. Nadat het zo'n tachtig jaar dienstdeed als tuinhuisje is de buitengewoon compleet bewaard gebleven rijtuigbak op 29 december 2016 overgebracht naar de Museumstoomtram Hoorn-Medemblik, alwaar het in de collectie is opgenomen.

## Aansluitingen in België

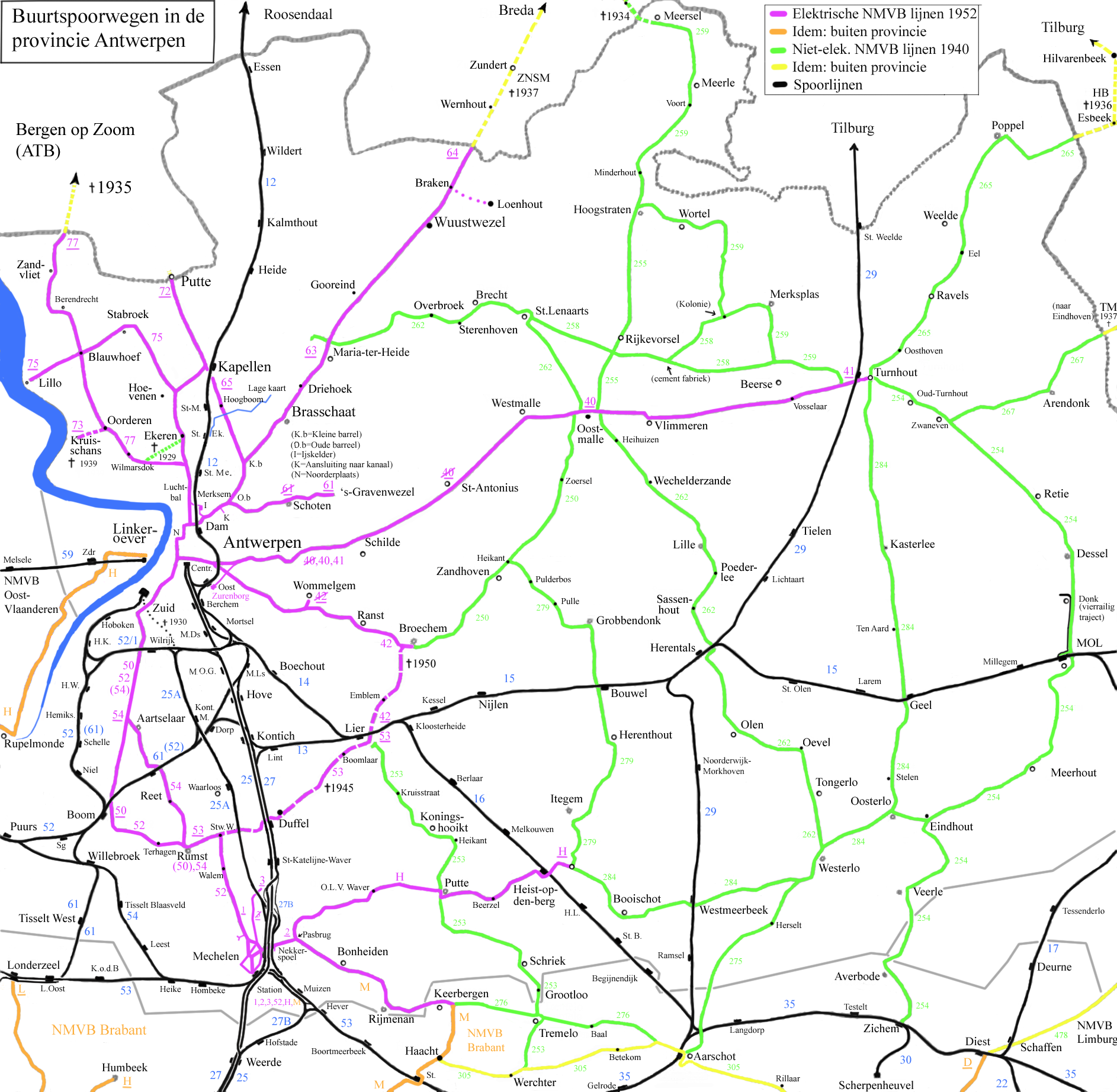
Buurtspoorwegen van de provincie Antwerpen